# Ancylomenes speciosus
Ancylomenes speciosus is een garnalensoort uit de familie van de Palaemonidae. De wetenschappelijke naam van de soort is voor het eerst geldig gepubliceerd in 2004 door Okuno.